# Waverly (Tennessee)
Waverly – miasto w Stanach Zjednoczonych, w stanie Tennessee, w hrabstwie Humphreys.